# Senato (Nigeria)
Il Senato della Nigeria è la camera alta del Parlamento. Essa rappresenta i cittadini degli stati nigeriani e del Territorio della Capitale Federale, nonché il potere legislativo del paese, congiuntamente con la Camera dei Rappresentanti. L’Assemblea, tuttavia, avendo minori poteri, è la meno rilevante delle due.

## Composizione e mandato
Essa è costituita da 109 deputati (ovvero 3 per Stato ed 1 per il Territorio Federale della Capitale, pur non essendo questo uno stato), aventi mandato quadriennale, eletti con il sistema uninominale secco (conosciuto anche in inglese come “First-past-the-post”).